# エスタジオ・プレジレンテ・エリアス・カリル
エスタジオ・プレジレンテ・エリアス・カリル（Estádio Presidente Elias Kalil）は、ブラジル・ミナスジェライス州ベロオリゾンテにある多目的スタジアム。アトレチコ・ミネイロがホームスタジアムとして使用している。

## 歴史
2017年9月、アトレチコ・ミネイロの理事や建設予定地の土地を譲与するMRVエンゲンハリア社の代表者を交えて会議が行われ、新スタジアム建設が決定した。計画当初は40,000人規模のスタジアムとして考えられていたが、クラブの将来的な成長を見越して47,000人収容へと引き上げられた。使用意図にはコンサートも含まれる多目的スタジアムとしての計画であり、建設地が市街地に位置するため防音性の高い設計・部材が考慮された。2017年11月6日、アトレチコ・ミネイロの元会長であったエリアス・カリルから取られたエスタジオ・プレジレンテ・エリアス・カリル (Estádio Presidente Elias Kalil)という正式名称が決定されると、命名権を取得したMRVエンゲンハリア社は愛称としてアレーナMRV (Arena MRV)と命名した。これらが含まれた建設計画案は2019年4月にベロオリゾンテの市議会で可決され、2020年4月20日に建設工事に着工した。
2023年4月15日、ピッチの白線を引く作業やゴールポストの設置などを含めた落成式が行われ、スタジアムは正式に開場した。